# Igor Sergejev
Igor Dmitriejevitsj Sergejev (Russisch: Игорь Дмитриевич Сергеев) (Verchneje bij Loehansk, 20 april 1938 - Moskou, 10 november 2006) was een Russische militair en politicus.
Hij was minister van Defensie van Rusland van 22 mei 1997 tot 28 augustus 2001, toen hij werd opgevolgd door Sergej Ivanov. Hij was de eerste en bij zijn dood ook de enige maarschalk van de Russische Federatie.
Sergejev diende korte tijd in de Sovjetmarine, maar stapte later over naar het leger, waar hij het grootste deel van zijn carrière doorbracht in de Strategische Raketstrijdkrachten. Sergejev werd in 1992 chef-staf van de Strategische Raketstrijdkrachten
In 1997 werd hij minister van Defensie onder Jeltsin. Door Jeltsin werd hem opgedragen om de conventionele krachten te versterken, maar in plaats daarvan maakte hij het op aanvalssterkte houden van de ballistische atoomraketten tot zijn hoogste prioriteit.
Na de ramp met de onderzeeër Koersk in de Barentszzee nam Sergejev de verantwoordelijkheid op zich. In maart 2001 werd hij afgezet als minister van Defensie en vervangen door Sergej Ivanov. Hij werd toen benoemd tot een adviseur voor strategische stabiliteitszaken van de Russische regering door president Poetin. Igor Sergejev stierf in 2006 aan de gevolgen van leukemie.

## Kritiek
Sergejev wordt door sommigen verantwoordelijk gehouden voor het onvoldoende verdedigen van Dagestan in 1999 tijdens de aanval van Tsjetsjeense rebellen op deze autonome republiek, maar wordt ook geprezen voor het feit dat de Russen de hoofdstad Grozny vrij snel konden veroveren in 2000 tijdens de Tweede Tsjetsjeense Oorlog. Echter, toen de gevechten in het zuiden van Tsjetsjenië door bleken te blijven gaan, begonnen sommigen zich zorgen te maken over zijn doeltreffendheid nadat Poetin president van Rusland werd.

## Onderscheidingen
- Held van de Russische Federatie (nr. 502) op 27 oktober 1999[1]
- Orde van Verdienste voor het Vaderland
  - 2e klasse op 28 maart 2001[1]
  - 3e klasse in 1976[1]
- Orde van Militaire Verdienste
- Orde van de Eer op 20 april 2003
- Orde van de Oktoberrevolutie in 1987[1]
- Orde van het Rode Vaandel van Arbeid in 1988[1]
- Orde van Verdienste voor het Moederland in de Strijdkrachten van de Sovjet-Unie, 3e klasse
- Orde van de Rode Ster in 1982[1]
- Medaille voor de Strijdkrachten van de USSR
- Medaille voor Distinctie tijdens het Vervullen van Militaire Dienst
  - 1e, 2e en 3e klasse
- Medaille van Zjoekov
- Jubileumsmedaille voor Militaire Dapperheid ingesteld ter herinnering aan de Honderdste Verjaardag van Vladimir Iljitsj Lenin
- Medaille voor de 40e Verjaardag van de Overwinning in de Grote Patriottische Oorlog
- Jubileummedaille voor 50 jaar Strijdkrachten van de USSR
- Jubileummedaille voor 60 jaar Strijdkrachten van de USSR
- Jubileummedaille voor 70 jaar Strijdkrachten van de USSR
- Medaille voor de 850e Verjaardag van Moskou
- Orde van de Grote Joegoslavische Ster op 23 december 1999[1]
- Orde van Manas, 3e klasse op 20 december 1999[1]